# ويليام ووكر (سياسي أمريكي)
ويليام ووكر (بالإنجليزية: William Walker)‏ هو سياسي أمريكي، ولد في 5 مارس 1800 في مقاطعة وين في الولايات المتحدة، وتوفي في 1874.